# Das Weltgericht von Bamako
Das Weltgericht von Bamako (Originaltitel: Bamako) ist ein französisch-US-amerikanisch-malisches Filmdrama von Abderrahmane Sissako aus dem Jahr 2006, das in Malis Hauptstadt Bamako spielt. Der Film handelt von einem fiktiven Prozess der afrikanischen Zivilgesellschaft gegen Weltbank und IWF.

## Handlung
Im Hof eines Hauses in Bamako machen Vertreter der afrikanischen Zivilgesellschaft der Weltbank und dem Internationalen Währungsfonds den Prozess, denen sie vorwerfen, die Armut in Afrika zu vergrößern. Ankläger, Zeugen und Verteidiger kommen zu Wort. Derweil geht das Alltagsleben im Hof weiter, gezeigt wird die Beziehung zwischen der gutaussehenden Sängerin Melé und ihrem arbeitslosen Mann Chaka. Auch werden Szenen einer afrikanischen Emigration nach Europa und eines fiktiven, in Timbuktu spielenden Western gezeigt.